# 후루카와 에리나
후루카와 에리나(古川 絵里奈, 2월 24일~ )는 일본의 성우이다. 주로 해외드라마 더빙을 많이 한다.

## 출연작

### 해외드라마
レベレーション - リビー/オリビア・ボートリー
ダウン・イン・ザ・バレー - シェリー
ロード・オブ・ドッグ・タウン - ブランカ
愛してると云って - ビンチェ
スパングリッシュ - グェン

### 애니메이션
마법소녀대 아루스 - 견습마녀
그늘에서 지킨다! - 쿠모가쿠레 호타루
토비스아와 라이온의 아프리카 대모험!! - 카나리아